# قیطاقی
قیطاقی، روستایی است از توابع بخش مرکزی شهرستان قوچان در استان خراسان رضوی ایران.

## جمعیت
این روستا در دهستان شیرین دره قرار داشته و بر اساس سرشماری سال ۱۳۸۵ جمعیت آن ۳۵۶ نفر (۷۷ خانوار) بوده است.